# Glasovna promjena
Glasovne promjene jesu promjene glasova zbog tvorbe riječi ili promjene oblika riječi uz međusoban utjecaj glasova sličnih ili različitih zvučnih i izgovornih svojstava. Glasovne se promjene događaju na granici morfema i osnove, osnove i morfema te na granici riječi i riječi. Glasovne promjene mogu se javljati samo u izgovoru ili u pismu i izgovoru.

## Glasovne promjene u hrvatskome jeziku
- Nepostojano a
- Nepostojano e
- Navezak
- Vokalizacija
- Palatalizacija
- Sibilarizacija
- Jotacija
- Jednačenje po zvučnosti
- Jednačenje po mjestu tvorbe
- Prijeglas
- Prijevoj
- Refleksi jata
- Ispadanje suglasnika